# Monastère de Tresije
Le monastère de Tresije (en serbe cyrillique :  Манастир Тресије ; en serbe latin : Manastir Tresije) est un monastère orthodoxe serbe situé à Sopot et sur le territoire de la ville de Belgrade en Serbie.
Le monastère est en activité.

## Historique
Le monastère est situé sur le mont Kosmaj. Sa fondation est attribuée au despote Stefan Lazarević mais il a plus probablement été fondé à la fin du XIIIe siècle ou au début du XIVe à l'époque du roi Stefan Dragutin et aurait été restauré à l'époque du despote Stefan au début du XVe siècle,. L'Église orthodoxe serbe a célébré son 700e anniversaire en 2009,.
Il est mentionné pour la première fois dans un « defter » (recensement fiscal) ottoman en 1560 sous le nom de « monastère des Saints-Archanges appelé Tres » ; il abritait alors 12 moines et les enquêteurs soulignait qu'il était le plus riche du pachalik de Belgrade. Il a été détruit par les Turcs à la fin du XVIIe siècle, au moment de la grande migration serbe de 1690 conduite par le patriarche Arsenije III Čarnojević,. Les moines se sont alors réfugiés dans les monastères de la Fruška gora, en Syrmie, emportant avec eux leurs biens les plus précieux ; un psautier datant de 1641 a été confié au monastère de Hopovo ; il est aujourd'hui conservé dans la bibliothèque monastère de Hilandar.
Le monastère a été reconstruit en 1709 grâce à des moines du monastère de Rakovac et à leur higoumène Visarion ; une inscription gravée dans la pierre à gauche de l'entrée de l'église actuelle témoigne de cette refondation,. Une trentaine d'années plus tard, le monastère a été détruit une nouvelle fois par les Ottomans lors de la guerre austro-russo-turque de 1735-1739 et de la grande migration serbe de 1737 conduite par le patriarche Arsenije IV Jovanović Šakabenta ; le monastère a ensuite été laissé à l'abandon.
Il a été renouvelé entre 1936 et 1950.

## Bâtiments
L'église, construite en 1936, s'inspire en grande partie du style de l'école rascienne de la Serbie médiévalee. Elle est constituée d'une nef unique dotée d'une voûte en berceau et décomposée en trois travées égales ; elle est prolongée à l'est par une abside demi-circulaire et précédée par un narthex rectangulaire ; à l'extérieur, elle est surmontée d'un dôme. L'édifice est construit en pierres de taille irrégulièrement façonnées. Une rosace orne la façade occidentale.

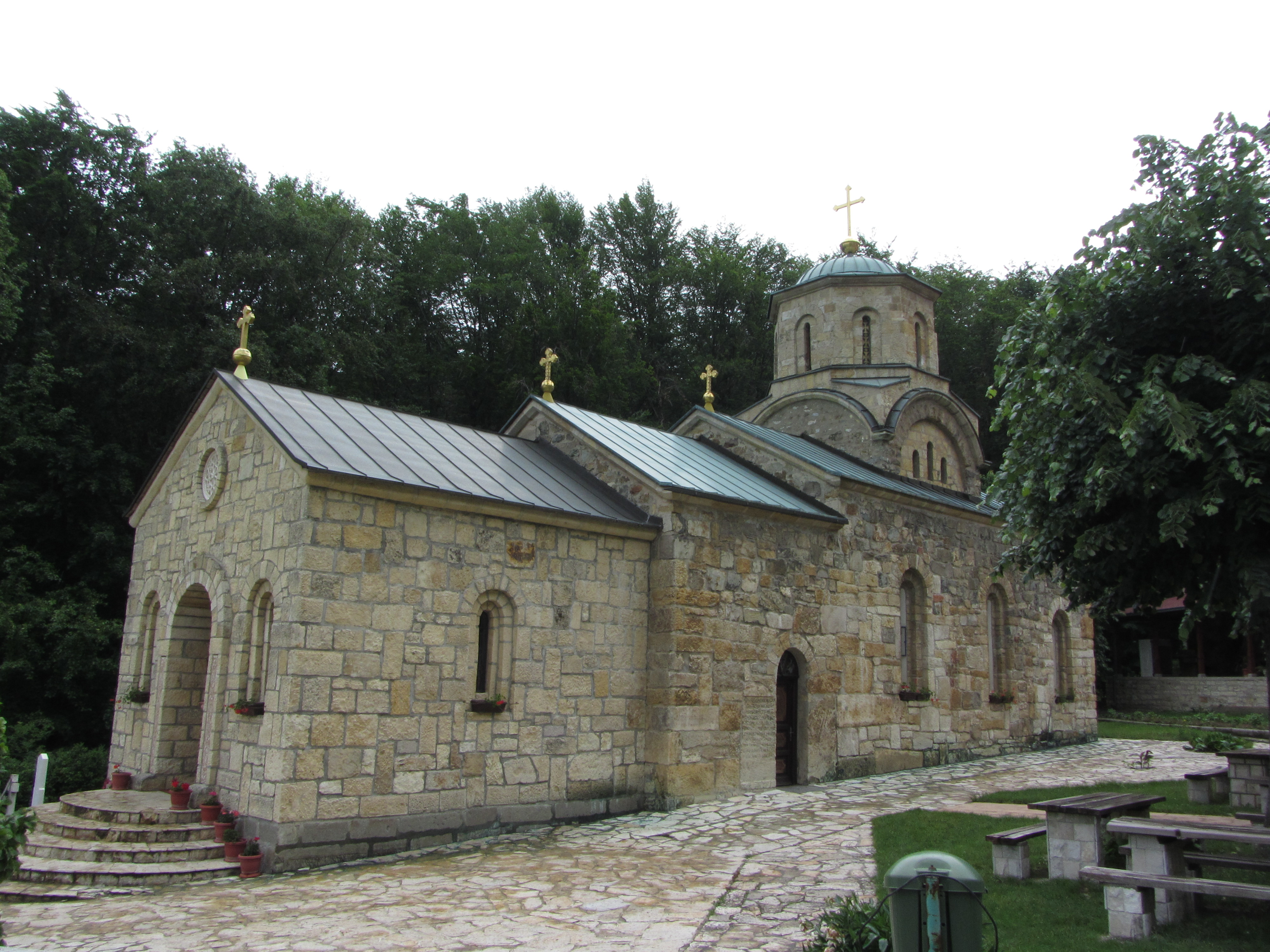
L'église du monastère

L'iconostase date de la reconstruction de l'église. En revanche, Tresije abrite des icônes provenant des églises de Stojnik, Nemenikuće et Beljina ; elles ont été réalisées par la première génération de peintres de la principauté de Serbie libérée de l'occupation ottomane. Parmi ces icônes figurent celles des « portes royales » réalisées en 1827 par le peintre de Karađorđe (Karageorges) Jeremija Mihailović, Une Mère de Dieu avec le Christ, qui vient de Beljica, a été peinte en 1819 par Paja Sretenović et quelques autres icônes ont été peintes par Ilija Petrović en 1852 et 1853.
Au sud-est de l'église se trouve un konak (résidence monastique) constitué d'un rez-de-chaussée et d'un étage.

## Mont Athos du Kosmaj
À proximité du monastère se trouvent les monastères de Kastaljan et de Pavlovac,, l'église de Nemenikuće, le monument au despote Stefan Lazarević, et d'autres monuments qui valent à l'ensemble le surnom de « mont Athos du Kosmaj ».